# ナバロン
『ナバロン』（NAVARONE）は、1980年にナムコが販売したアーケードゲーム。
縦モニター・固定画面式のシューティングゲームである。

## 概要
『ジービー』の次に開発されたもののお蔵入りとなり、その後在庫がだぶついたジービーの基板を再利用するためにリリースされた。同様の経緯でリリースされたゲームに『海底宝探し』『SOS (ゲーム)』があるが、これらは外部メーカーのユニバーサル特機による開発であり、本作はナムコ内製である。
企画は横山茂・岩谷徹、ハードは石村繁一、プログラムは中留修一、グラフィックスは横山茂、ロゴデザインは小野浩がそれぞれ担当した。

## ゲーム内容
プレイヤーはレバー左右2方向＋１ボタン（ショット）で軍艦を操作し、武装化された半島に配置された障害物（ドット、10点）と機雷（中黒の大きい丸、40点）を砲撃して全て破壊すればラウンドクリアとなる。プレイヤーの移動可能な範囲は、画面の左・右・下の３辺に限られる。
機雷は破壊すると爆発し、その周囲８方向に隣接する障害物と機雷を巻き込んで破壊できる。巻き込んだ先に機雷がある場合、更に隣接する障害物と機雷へと連鎖誘爆させる事ができる。
半島に多数設置された砲台（長方形の一辺に三角形の突起付き。破壊不可）からは時々砲撃がある。砲弾はプレイヤーに当たるとミスになるが、自弾で相殺できる（0点）。時間経過やラウンド進行と共に弾数と弾速が増していく。
画面中央には『要塞（眼帯をかけたドクロの様な外見）』が設置されている。周囲を覆う障壁は破壊できないが、ラウンド内で機雷を5つ破壊すると障壁の上側の一辺が開放される。その後機雷を一つ破壊する毎に、開放箇所が反時計回りに移動していくので、プレイヤーと相対する方向に開放させてターゲットを狙撃、破壊すると高得点。ターゲットはすぐ復活するため、前記の手順で障壁を開放すれば同ラウンド内で繰り返し破壊する事が可能。
ラウンドクリア時に、画面左上に表示されているBONUSの数値がスコアへ加算される。BONUSは初期値2000点。自弾を10発撃つごとに100点ずつ減少していく。
プレイヤーが一定時間その場から動かずにいると警告音と共に点滅し始め、更にそのままでいると自爆してしまう。
規定の点数に達すると残機が増える。残機を全て失うとゲームオーバー。

## 移植版
| No. | タイトル | 発売日        | 対応機種                      | 開発元 | 発売元     | メディア                              | 型式 | 備考 |
| --- | -------- | ------------- | ----------------------------- | ------ | ---------- | ------------------------------------- | ---- | ---- |
| 1   | ナバロン | 2023年3月30日 | PlayStation 4 Nintendo Switch | ナムコ | ハムスター | ダウンロード (アーケードアーカイブス) | -    |      |

PlayStation 4、Nintendo Switch版
アーケードアーカイブスの1作品として配信。家庭用初移植となる。「こだわり設定」にてゲームスピードの調整、カラーセロハンの有無を設定可能。

## 参考資料
- 『岩谷徹第2回インタビュー：ナムコビデオゲーム黎明期の開発体制（前編・後編）』 著者：清水洋/江藤学/生稲史彦/鴫原盛之　一橋大学イノベーション研究センター　2019年2月14日公開